# Nueva Valencia (Filipinas)
Nueva Valencia es un municipio de la provincia de Guimarás en Filipinas. Según el censo del 2000, tiene 30.716 habitantes. Es una de las localidades que componen al Gran Iloílo-Guimarás.

## Barangayes
Nueva Valencia se divide administrativamente en 21 barangayes.
- Cabalagnán
- Calaya
- Canhawan
- Dolores
- Guiwanon
- Igang
- Igdarapdap
- La Paz
- Lanipe
- Lucmayan
- Magamay
- Napandong
- Pandaraonan
- Panobolon
- Población
- Salvación
- San Antonio
- San Roque
- Santo Domingo
- Concordia Sur
- Tando

- Datos: Q313810
- Multimedia: Nueva Valencia / Q313810

1. ↑  Worldpostalcodes.org, código postal n.º 5046.